# ATP-toernooi van Wembley
Het ATP-toernooi van Wembley (ook bekend onder de naam Wembley Professional Championships en de Benson & Hedges Championships) is een voormalig tennistoernooi van onder andere de Grand Prix Tennis Tour wat tussen 1934 en 1990 plaatsvond op (onder andere) indoor tapijtbanen van de Wembley Arena in de Britse hoofdstad Londen.

## Finales

### Enkelspel
| Professional Era |                     |                 |                         |               |               |
| 1934             | Ellsworth Vines (1) | Hans Nüsslein   | RR formatr1             |               |               |
| 1935             | Ellsworth Vines (2) | Bill Tilden     | 6-1, 6-3, 5-7, 3-6, 6-3 |               |               |
| 1936a            | Ellsworth Vines (3) | Hans Nüsslein   | 6-4, 6-4, 6-2           |               |               |
| 1937             | Hans Nüsslein (1)   | Bill Tilden     | 6-3, 3-6, 6-3, 2-6, 6-2 |               |               |
| 1938a            | Hans Nüsslein (2)   | Bill Tilden     | 7-5, 3-6, 6-3, 3-6, 6-2 |               |               |
| 1939             | Don Budge           | Hans Nüsslein   | RR formatr2             |               |               |
| 1940–1948        | Niet gehouden       | Niet gehouden   | Niet gehouden           | Niet gehouden | Niet gehouden |
| 1949             | Jack Kramer         | Bobby Riggs     | 2-6, 6-4, 6-3, 6-4      |               |               |
| 1950             | Pancho Gonzales (1) | Welby Van Horn  | 6-3, 6-3, 6-2           |               |               |
| 1951             | Pancho Gonzales (2) | Pancho Segura   | 6-2, 6-2, 2-6, 6-4      |               |               |
| 1952             | Pancho Gonzales (3) | Jack Kramer     | 3-6, 3-6, 6-2, 6-4, 7-5 |               |               |
| 1953             | Frank Sedgman (1)   | Pancho Gonzales | 6-1, 6-2, 6-2           |               |               |
| 1954–1955        | Niet gehouden       | Niet gehouden   | Niet gehouden           | Niet gehouden | Niet gehouden |
| 1956             | Pancho Gonzales (4) | Frank Sedgman   | 4-6, 11-9, 11-9, 9-7    |               |               |
| 1957             | Ken Rosewall (1)    | Pancho Segura   | 1-6, 6-3, 6-4, 3-6, 6-4 |               |               |
| 1958             | Frank Sedgman (2)   | Tony Trabert    | 6-4, 6-3, 6-4           |               |               |
| 1959             | Malcolm Anderson    | Pancho Segura   | 4-6, 6-4, 3-6, 6-3, 8-6 |               |               |
| 1960             | Ken Rosewall (2)    | Pancho Segura   | 5-7, 8-6, 6-1, 6-3      |               |               |
| 1961             | Ken Rosewall (3)    | Lew Hoad        | 6-3, 3-6, 6-2, 6-3      |               |               |
| 1962             | Ken Rosewall (4)    | Lew Hoad        | 6-4, 5-7, 15-13, 7-5    |               |               |
| 1963             | Ken Rosewall (5)    | Lew Hoad        | 6-4, 6-2, 4-6, 6-3      |               |               |
| 1964             | Rod Laver (1)       | Ken Rosewall    | 7-5, 4-6, 5-7, 8-6, 8-6 |               |               |
| 1965             | Rod Laver (2)       | Andrés Gimeno   | 6-2, 6-3, 6-4           |               |               |
| 1966             | Rod Laver (3)       | Ken Rosewall    | 6-2, 6-2, 6-3           |               |               |
| 1967             | Rod Laver (4)       | Ken Rosewall    | 2-6, 6-1, 1-6, 8-6, 6-2 |               |               |
| open tijdperk    |                     |                 |                         |               |               |
| 1968             | Ken Rosewall (6)    | John Newcombe   | 6-4, 4-6, 7-5, 6-4      |               |               |
| 1969             | Rod Laver (5)       | Tony Roche      | 6-4, 6-1, 6-3           |               |               |
| 1970             | Rod Laver (6)       | Cliff Richey    | 6-3, 6-4, 7-5           |               |               |
| 1971             | Ilie Năstase        | Rod Laver       | 3-6, 6-3, 3-6, 6-4, 6-4 |               |               |
| 1972–1975        | Niet gehouden       | Niet gehouden   | Niet gehouden           | Niet gehouden | Niet gehouden |
| 1976             | Jimmy Connors (1)   | Roscoe Tanner   | 3-6, 7-6, 6-4           |               |               |
| 1977             | Björn Borg          | John Lloyd      | 6-4, 6-4, 6-3           |               |               |
| 1978             | John McEnroe (1)    | Tim Gullikson   | 6-7, 6-4, 7-6, 6-2      |               |               |
| 1979             | John McEnroe (2)    | Harold Solomon  | 6-3, 6-4, 7-5           |               |               |
| 1980             | John McEnroe (3)    | Gene Mayer      | 6-4, 6-3, 6-3           |               |               |
| 1981             | Jimmy Connors (2)   | John McEnroe    | 3-6, 2-6, 6-3, 6-4, 6-2 |               |               |
| 1982             | John McEnroe (4)    | Brian Gottfried | 6-3, 6-2, 6-4           |               |               |
| 1983             | John McEnroe (5)    | Jimmy Connors   | 7-5, 6-1, 6-4           |               |               |
| 1984             | Ivan Lendl (1)      | Andrés Gómez    | 7-6, 6-2, 6-1           |               |               |
| 1985             | Ivan Lendl (2)      | Boris Becker    | 6-7, 6-3, 4-6, 6-4, 6-4 |               |               |
| 1986             | Yannick Noah        | Jonas Svensson  | 6-2, 6-3, 6-7, 4-6, 7-5 |               |               |
| 1987             | Ivan Lendl (3)      | Anders Järryd   | 6-3, 6-2, 7-5           |               |               |
| 1988             | Jakob Hlasek (1)    | Jonas Svensson  | 6-7, 3-6, 6-4, 6-0, 7-5 |               |               |
| 1989             | Michael Chang       | Guy Forget      | 6-2, 6-1, 6-1           |               |               |
| 1990             | Jakob Hlasek (2)    | Michael Chang   | 7-6, 6-3                |               |               |

a De wedstrijdformats van de Wembley Championships van 1936 en 1938 zijn onzeker. Er bestaat onduidelijkheid over of het een toernooi of één single partij was. In de Britse pers maakt men geen melding over een Wembley Championships-toernooi in die jaren.
r1 In 1934 werd het toernooi volgens het Round Robin format gespeeld, met Vines 5-0 en Nüsslein 4-1 als eindstand.
r1 In 1939 werd het toernooi volgens het Round Robin format gespeeld, met Budge 3-0 en Nüsslein, Tilden en Vines allen 1-2 als eindstand.

### Dubbelspel
| Jaar              | Winnaars                              | Finalisten                        | Score                   |
| ----------------- | ------------------------------------- | --------------------------------- | ----------------------- |
| 1935              | Bill Tilden Ellsworth Vines           | George Lott Lester Stoefen        | 6–4, 6–4, 7–5           |
| 1936              | geen toernooi                         | geen toernooi                     | geen toernooi           |
| 1937              | Hans Nüsslein Martin Plaa             | Lester Stoefen Bill Tilden        |                         |
| 1938-1948         | geen toernooi                         | geen toernooi                     | geen toernooi           |
| 1949              | Jack Kramer Bobby Riggs               | Dinny Pails Pancho Segura         | 3–6, 4–6, 6–3, 6–4, 6–1 |
| 1950              | Don Budge (1) Pancho Gonzales (1)     | Bobby Riggs Welby Van Horn        | 8–6, 9–7, 4–6, 6–4      |
| 1951              | Pancho Gonzales (2) Pancho Segura (1) | Bobby Riggs Welby Van Horn        | 6–4, 6–4, 3–6, 6–3      |
| 1952              | Pancho Gonzales (3) Pancho Segura (2) | Don Budge Jack Kramer             | 6–3, 6–1                |
| 1953              | Don Budge (2) Frank Sedgman (1)       | Pancho Gonzales Pancho Segura     | 6–3, 6–3, 6–2           |
| 1954-1955         | geen toernooi                         | geen toernooi                     | geen toernooi           |
| 1956              | Pancho Gonzales (4) Tony Trabert (1)  | Rex Hartwig Frank Sedgman         | 6–3, 6–4, 6–4           |
| 1957              | Lew Hoad (1) Ken Rosewall (1)         | Jack Kramer Pancho Segura         | 3–6, 6–8, 6–2, 6–1, 6–2 |
| 1958              | Pancho Gonzales (5) Ken Rosewall (2)  | Jack Kramer Pancho Segura         | 6–3, 6–2, 6–3           |
| 1959              | Lew Hoad (2) Tony Trabert (2)         | Ken Rosewall Pancho Segura        | 11–9, 9–7, 6–2          |
| 1960              | Ken Rosewall (3) Frank Sedgman (2)    | Lew Hoad Tony Trabert             | 4–6, 6–3, 7–9, 6–4, 6–2 |
| 1961              | Lew Hoad (3) Ken Rosewall (4)         | Alex Olmedo Pancho Segura         | 3–6, 6–4, 6–3, 8–6      |
| 1962              | Lew Hoad (4) Ken Rosewall (5)         | Alex Olmedo Pancho Segura         | 6–2, 6–3, 6–3           |
| 1963              | Alex Olmedo Frank Sedgman (3)         | Butch Buchholz Barry MacKay       | 3–6, 6–3, 6–2, 10–8     |
| 1964              | Lew Hoad (5) Ken Rosewall (6)         | Butch Buchholz Rod Laver          | 1–6, 7–5, 6–3, 6–1      |
| 1965              | Butch Buchholz Rod Laver (1)          | Frank Sedgman Pancho Segura       | 6–3, 6–3, 6–2           |
| 1966              | Lew Hoad (6) Ken Rosewall (7)         | Butch Buchholz Rod Laver          | 6–4, 8–6, 3–6, 6–2      |
| 1967              | Rod Laver (2) Fred Stolle             | Butch Buchholz Lew Hoad           | 7–5, 6–3, 6–4           |
| ↓ Open tijdperk ↓ |                                       |                                   |                         |
| 1968              | John Newcombe Tony Roche              | Andrés Gimeno Pancho Gonzales     | 6–3, 9–7                |
| 1969              | Roy Emerson Rod Laver (3)             | Pancho Gonzales Bob Hewitt        | 5–7, 6–3, 6–4, 6–3      |
| 1970              | Ken Rosewall (8) Stan Smith (1)       | Ilie Năstase Ion Țiriac           | 6-4 6-3 6-2             |
| 1971              | Bob Hewitt Frew McMillan (1)          | Bill Bowrey Owen Davidson         | 7–5, 9–7, 6-2           |
| 1972-1975         | geen toernooi                         | geen toernooi                     | geen toernooi           |
| 1976              | Stan Smith (2) Roscoe Tanner          | Wojtek Fibak Brian Gottfried      | 7-6, 6-3                |
| 1977              | Sandy Mayer Frew McMillan (2)         | Brian Gottfried Raúl Ramírez      | 6-3, 7-6                |
| 1978              | Niet gehouden                         |                                   |                         |
| 1979              | Peter Fleming (1) John McEnroe (1)    | Tomáš Šmíd Stan Smith             | 6-2, 6-3                |
| 1980              | Peter Fleming (2) John McEnroe (2)    | Bill Scanlon Eliot Teltscher      | 7-5, 6-3                |
| 1981              | Sherwood Stewart Ferdi Taygan         | Peter Fleming John McEnroe        | 7-5, 6-7, 6-4           |
| 1982              | Peter Fleming (3) John McEnroe (3)    | Heinz Günthardt Tomáš Šmíd        | 7-6, 6-4                |
| 1983              | Peter Fleming (4) John McEnroe (4)    | Steve Denton Sherwood Stewart     | 6-3, 6-4                |
| 1984              | Andrés Gómez Ivan Lendl               | Pavel Složil Tomáš Šmíd           | 6-2, 6-2                |
| 1985              | Anders Järryd Guy Forget              | Boris Becker Slobodan Zivojinovic | 7-5, 4-6, 7-5           |
| 1986              | Peter Fleming (5) John McEnroe (5)    | Sherwood Stewart Kim Warwick      | 3-6, 7-6, 6-2           |
| 1987              | Miloslav Mečíř Tomáš Šmíd             | Ken Flach Robert Seguso           | 7-5, 6-4                |
| 1988              | Ken Flach Robert Seguso               | Martin Davis Brad Drewett         | 7-5, 6-2                |
| 1989              | Jakob Hlasek John McEnroe (6)         | Jeremy Bates Kevin Curren         | 6-1, 7-6                |
| 1990              | Jim Grabb Patrick McEnroe             | Rick Leach Jim Pugh               | 7-6, 4-6, 6-3           |

1968 · 1969 · 1970 · 1971 · 1972 - 1976 · 1977 · 1978 · 1979 · 1980 · 1981 · 1982 · 1983 · 1984 · 1985 · 1986 · 1987 · 1988 · 1989 · 1990
ITF-toernooien (mannen en vrouwen)

ATP-toernooien (mannen) – ATP-seizoen 2025

WTA-toernooien (vrouwen) – WTA-seizoen 2025

Voormalige toernooien mannen
Voormalige toernooien vrouwen
Voormalige amateurtoernooien